# Кодове слово
Кодове слово у комунікації є елементом стандартизованого коду або протоколу. Кожне кодове слово створюється у повній відповідності з правилами коду та має лише одна значення. Зазвичай кодові слова використовують з міркувань надійності, точності, стислості або секретності.